# Hoșiv, Ovruci
Hoșiv (în ucraineană Гошів) este localitatea de reședință a comunei Hoșiv din raionul Ovruci, regiunea Jîtomîr, Ucraina.

## Demografie
Componența lingvistică a localității Hoșiv
     Ucraineană (97,39%)
     Română (1,56%)
     Alte limbi (0,91%)
Conform recensământului din 2001, majoritatea populației localității Hoșiv era vorbitoare de ucraineană (97,39%), existând în minoritate și vorbitori de română (1,56%).